# رین شین
رین شین (انگلیسی: Rin Shin؛ زادهٔ) تصویرگر، و پویانما اهل ژاپن است.